# Sheri Tepper
Sheri Steward Tepper (ur. 16 czerwca 1929 – zm. 22 października 2016) – amerykańska pisarka science fiction, horroru i gatunków pokrewnych. W USA znana także ze względu na działalność feministyczną (często z kręgu ekofeminizmu). Tworzyła pod pseudonimami m.in. A. J. Orde, E. E. Horlak i B. J. Oliphant. W Polsce wydano tylko jedną jej powieść – Trawa.

## Biografia
Urodziła się w Littleton w stanie Kolorado. Jej panieńskie nazwisko brzmiało Shirley Stewart Douglas. W wieku 20 lat wyszła za mąż, ale rozwiodła się po kilku latach. Ponownie zamężna w późnych latach 60. z Gene'em Tepperem. Większość okresu pomiędzy ślubami czasu spędziła jako samotna matka dwójki dzieci. W domu pisywała poezję dziecięcą, wydawaną pod nazwiskiem Sheri S. Eberhart.
W latach 1962–1986 pracowała dla Rocky Mountain Planned Parenthood – organizacji zajmującej się planowanym rodzicielstwem, edukacją w kwestii planowania rodziny, a także zapewnieniem opieki ginekologicznej i dostępu do aborcji – jako pracownik administracyjny, a ostatecznie także dyrektor operacyjna. W połowie lat 80. zaczęła publikować powieści science fiction, nie przerywając jednak pracy.
Rok przed śmiercią, w listopadzie 2015 roku, została uhonorowana World Fantasy Award za całokształt twórczości.

### Powieści

#### Cykle
- The True Game (trzy trylogie)
  - The Books of the True Game: Peter (seria łączy się z cyklem Plague of Angels)
    - King's Blood Four (Ace Books, 1983) (first novel)
    - Necromancer Nine (Ace Books, 1983)
    - Wizard's Eleven (Ace Books, 1984)
      - The True Game (wydanie jednotomowe) (1985)

  - The Books of the True Game: Mavin Manyshaped
    - The Song of Mavin Manyshaped (Ace Books, 1985)
    - The Flight of Mavin Manyshaped (Ace Books, 1985)
    - The Search of Mavin Manyshaped (Ace Books, 1985)
      - The Chronicles of Mavin Manyshaped (wydanie jednotomowe) (1985)

  - The Books of the True Game: Jinian
    - Jinian Footseer (Tor Books, 1985)
    - Dervish Daughter (Tor Books, 1986)
    - Jinian Star-Eye (Tor Books, 1986)
      - The End of the Game (wydanie jednotomowe)
- The Marianne Trilogy
  - Marianne, the Magus, and the Manticore (Ace Books, 1985)
  - Marianne, the Madame, and the Momentary Gods (Ace Books, 1988)
  - Marianne, the Matchbox, and the Malachite Mouse (Ace Books, 1989)
    - The Marianne Trilogy (wydanie jednotomowe)
- Dylogia Ettisona
  - Blood Heritage (Tor Books, 1986)
  - The Bones (Tor Books, 1987)
- The Awakeners
  - Northshore (Tor Books, 1987)
  - Southshore (Tor Books, 1987)
    - The Awakeners (wydanie jednotomowe) (1989)
- Plague of Angels:
  - A Plague of Angels (Bantam, 1993)
  - The Waters Rising (Eos, 2010)
  - Fish Tails (2014), łączy się z serią The True Game
- The Arbai Trilogy
  - Trawa (w Polsce wydana przez wyd. Mag w 2016, org. Grass Doubleday, 1989) – nominacja do Hugo i Locusa, 1990
  - Raising the Stones (Doubleday, 1990)
  - Sideshow (Doubleday, 1992) – nominacja do John W. Campbell Award, 1993

#### Inne powieści
- The Revenants (Berkley Publishing, 1984)
- After Long Silence (1987) (w Wielkiej Brytanii jako The Enigma Score, 1989)
- The Gate to Women's Country (1988)
- Beauty (Doubleday, 1991) – nagroda Locusa dla najlepszej powieści fantasy, 1992
- Shadow's End (1994)
- Gibbon's Decline & Fall (1996) – nominacja do Arthur C. Clarke Award, 1997
- The Family Tree (1997) – nominacja do Arthur C. Clarke Award, 1998
- Six Moon Dance (1998)
- Singer from the Sea (1999)
- The Fresco (2000) – nominacja do John W. Campbell Memorial Award, 2001
- The Visitor (2002) – nominacja do John W. Campbell Memorial Award, 2003
- The Companions (2003) – nominacja do John W. Campbell Memorial Award, 2004
- The Margarets (2007, Eos) – nominacja do John W. Campbell Memorial Award, 2008; Arthur C. Clarke Award, 2009

### Prace wydane pod pseudonimem
- jako E. E. Horlak (horrory):
  - Still Life (Bantam, 1987/1988)
- jako B. J. Oliphant (mystery novels):
  - Seria Shirley McClintock Mysteries:
    - Dead in the Scrub (1990)
    - The Unexpected Corpse (1990)
    - Deservedly Dead (1992)
    - Death and the Delinquent (1993)
    - Death Served Up Cold (1994)
    - A Ceremonial Death (1996)
    - Here's to the Newly Dead (1997)
- jako A. J. Orde (mystery novels):
  - Seria The Jason Lynx Mysteries:
    - A Little Neighborhood Murder: A Jason Lynx Novel (1989)
    - Death and the Dogwalker: A Jason Lynx Novel (1990)
    - Death for Old Time's Sake: A Jason Lynx Novel (1992)
    - Looking for the Aardvark (1993) (also published in paperback as Dead on Sunday, 1994)
    - A Long Time Dead (Fawcett, 1994)
    - A Death of Innocents: A Jason Lynx Novel (1996, 1997)